# Calyptrochaeta grandiretis
Calyptrochaeta grandiretis är en bladmossart som beskrevs av H. Robinson 1975. Calyptrochaeta grandiretis ingår i släktet Calyptrochaeta och familjen Hookeriaceae. Inga underarter finns listade i Catalogue of Life.